# JUQUEEN
JUQUEEN war ein Supercomputer vom Typ BlueGene/Q im Forschungszentrum Jülich. JUQUEEN war der Nachfolger von JUGENE und wurde 2012 in Betrieb genommen.
Insgesamt verfügte JUQUEEN über 458.752 IBM PowerPC-A2-Cores, die mit 1,6 GHz betrieben wurden. Die 458.752 Cores verteilten sich auf 28 Racks, mit je 2 Midplanes, die jeweils 16 Nodeboards beherbergten. Jedes Nodeboard stellte 32 Nodes (Knoten) mit 16 Cores zur Verfügung. Jeder Node verfügte über 16 GB RAM, somit verfügte JUQUEEN über insgesamt 448 TB RAM und eine Spitzenleistung von 5,9 Petaflops oder im Linpack 5,0 Petaflops.
Der Stromverbrauch lag bei 60–70 kW per Rack.
JUQUEEN sollte von Forschenden im Bereich Quantenphysik, Klimawissenschaften, Material- und Energieforschung sowie Hirnforschung und Ingenieurwissenschaften genutzt werden.
JUQUEEN wurde im Mai 2018 nach sechs Jahren Betrieb abgeschaltet und durch den Nachfolger JUWELS ersetzt.